# Elymnias australiana
Elymnias australiana är en fjärilsart som beskrevs av Hans Fruhstorfer 1900. Elymnias australiana ingår i släktet Elymnias och familjen praktfjärilar. Inga underarter finns listade i Catalogue of Life.